# Maple Heights-Lake Desire
Maple Heights-Lake Desire – jednostka osadnicza w Stanach Zjednoczonych, w stanie Waszyngton, w hrabstwie King.